# آبوراکاوا فوجین
آبوراکاوا فوجین (به ژاپنی: 油川夫人 あぶらかわふじん) یا اری恵理（えり） (زمان حیات ۱۵۷۱–۱۵۲۸ میلادی) همسر غیراصلی (سوکوشیتسو) تاکدا شینگن بود. دختر او کیکوهیمه همسر اصلی اوئه‌سوگی کاگه‌کاتسو بود. فرزندان او نیشینا مورینوبو (تولد ۱۵۵۷ میلادی) پنجمین پسر، کاتسورایاما نوبوسادا ششمین پسر شینگن، کیکوهیمه پنجمین، شین شونی/ماتسوهیمه ششمین دختر شینگن بودند.